# Sören Kierkegaard (trein)
De Sören Kierkegaard was een Europese internationale trein op de Vogelfluglinie tussen Kopenhagen en Hamburg. De trein is genoemd naar de Deense theoloog en filosoof Søren Kierkegaard.

## EuroCity
In 1992 werd op de Vogelfluglinie een twee-uursfrequentie ingevoerd voor de EuroCity's, waarbij 's morgens zelfs om het uur werd gereden. Hierdoor werd het aantal treinen per richting verhoogd van drie naar zeven. De Sören Kierkegaard was een op 31 mei 1992 een van de nieuwkomers. De treinen werden genummerd vanaf 180, in volgorde van vertrek vanuit Hamburg. De Sören Kierkegaard kreeg de nummers EC 184 en EC 185.

### Rollend materieel
De dienst werd verzorgd met getrokken treinen, samengesteld uit rijtuigen van de Deutsche Bundesbahn.

### Route en dienstregeling
| EC 185 | Land       | Station                 | Km  | EC 184 |
| ------ | ---------- | ----------------------- | --- | ------ |
| 15:20  | Denemarken | København Hovedbanegård | 0   | 14:20  |
|        | Denemarken | Høje Taastrup           | 20  |        |
|        | Denemarken | Ringsted                | 54  |        |
|        | Denemarken | Naestved                | 91  |        |
|        | Denemarken | Nykøbing                | 147 |        |
|        | Denemarken | Rødby Færge             | 183 |        |
|        | Denemarken | Rødby Færge (boot)      | 183 |        |
|        | Duitsland  | Puttgarden (boot)       | 202 |        |
|        | Duitsland  | Puttgarden              | 202 |        |
|        | Duitsland  | Lübeck                  | 291 |        |
| 20:30  | Duitsland  | Hamburg Hbf             | 353 | 09:11  |

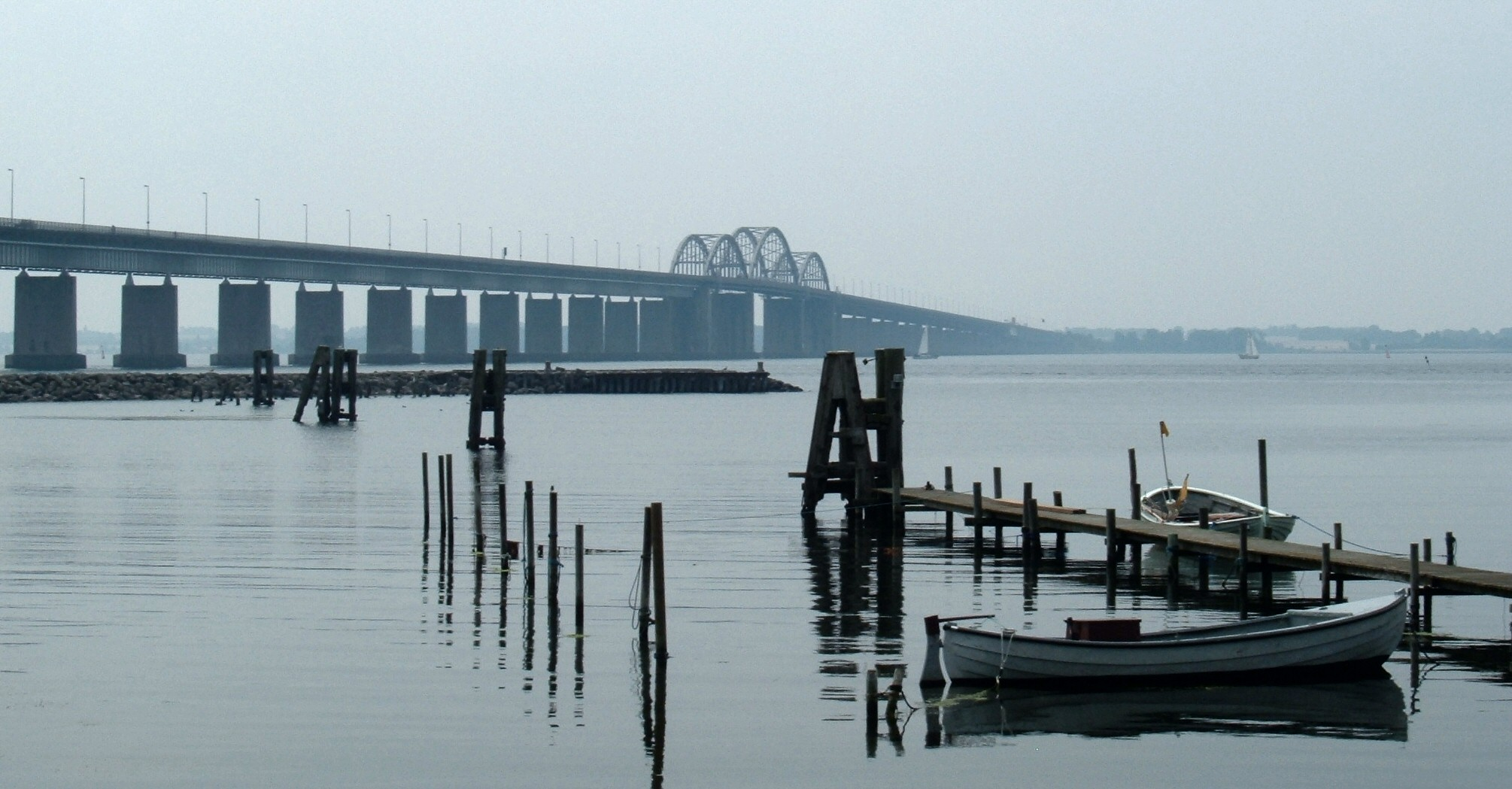
De Storstrømbrug bij Vordingborg tussen Naestved en Nykøbing

Op 23 mei 1993 werd het aantal treinen terruggebracht tot zes per richting per dag. De namen bleven wel bestaan en tussen 23 mei 1993 en 28 mei 1994 reed de Sören Kierkegaard alleen van Kopenhagen naar Hamburg, terwijl EC Thomas Mann alleen van Hamburg naar Kopenhagen reed. Op 29 mei 1994 werd de Sören Kierkegaard uit de dienstregeling genomen en werd de rit van Kopenhagen naar Hamburg onder de naam Thomas Mann gereden.